# Fiat 600 (2023)
Fiat 600 — субкомпактный кроссовер, выпускаемый итальянской компанией Fiat с 2023 года для европейского рынка. Ранее такое название носил автомобиль, выпускавшийся в 1950-х и 1960-х годах.

## Описание
Электромобиль Fiat 600e был представлен 4 июля 2023 года, что совпало с годовщиной Fiat 500. В сентябре 2023 года был представлен гибридный автомобиль.
Автомобиль разработан производителем Fiat Chrysler Automobiles и выпускается в Польше наряду с Jeep Avenger, разделяя с ним платформу CMP. Модель не является заменой Fiat 500X.
Fiat 600 выпускается в комплектациях Sun, Sea, Earth и Sky.

## Технические характеристики
Fiat 600e оснащён аккумулятором ёмкостью 54 кВт⋅ч с запасом хода 400 км по циклу WLTP. В движение модель приводится тяговым электродвигателем мощностью 154 л. с. и крутящим моментом 260 Н⋅м с приводом на передние колёса.